# Ісландія на Чемпіонаті світу з легкої атлетики 2017
Ісландія на Чемпіонаті світу з легкої атлетики 2017, що проходив з 4 по 13 серпня 2017 року в Лондоні (Велика Британія) була представлена 3 спортсменами.

## Результати

### Чоловіки
Технічні дисципліни
| Спортсмен          | Дисципліна     | Кваліфікація | Кваліфікація | Фінал     | Фінал |
| Спортсмен          | Дисципліна     | Результат    | Місце        | Результат | Місце |
| ------------------ | -------------- | ------------ | ------------ | --------- | ----- |
| Хілмар Ерн Йонссон | Метання молота |              |              |           |       |

### Жінки
Трекові і шосейні дисципліни
| Спортсмен           | Дисципліна | Забіги    | Забіги | Півфінал  | Півфінал | Фінал     | Фінал |
| Спортсмен           | Дисципліна | Результат | Місце  | Результат | Місце    | Результат | Місце |
| ------------------- | ---------- | --------- | ------ | --------- | -------- | --------- | ----- |
| Аніта Хінріксдоттір | 800 м      |           |        |           |          |           |       |

Технічні дисципліни
| Спортсмен           | Дисципліна    | Кваліфікація | Кваліфікація | Фінал     | Фінал |
| Спортсмен           | Дисципліна    | Результат    | Місце        | Результат | Місце |
| ------------------- | ------------- | ------------ | ------------ | --------- | ----- |
| Асдіс Хьяльмсдоттір | Метання списа | 63.06        | 9 q          | 60.16     | 11    |